# Елшанка (приток Большого Колышлея)
Елшанка (Ельшанка) — река, левый приток Большого Колышлея, протекает по территории Аткарского и Татищевского районов Саратовской области России. Длина реки — 11 км, площадь водосборного бассейна — 77,9 км².

## Описание
Елшанка начинается в месте слияния оврагов Новоникольский и Золотой Ключ северо-восточнее деревни Полянское. Генеральным направлением течения реки является северо-запад. Около посёлка Сельхозтехника впадает в Большой Колышлей на высоте 161 м над уровнем моря.

## Данные водного реестра
По данным государственного водного реестра России относится к Донскому бассейновому округу, водохозяйственный участок реки — Медведица от истока до впадения реки Терса, речной подбассейн реки — Дон между впадением Хопра и Северского Донца. Речной бассейн реки — Дон (российская часть бассейна).
Код объекта в государственном водном реестре — 05010300112107000008078.